# Jarowoj
Jarowoj – trzeci album polskiej grupy folkowej Jar wydany wiosną 2011 roku. Na płycie znajduje się piętnaście utworów.

## Lista utworów[1]
1. Intro
2. Przyjechali Uzarowie
3. Oj Ruzice
4. Hułan
5. Pieśń o Mazurach
6. Lech
7. Devojce
8. Jarowoj
9. Sokół siwy
10. Tikve brale
11. Leszy
12. Wizimir wnuk Lechów
13. Szarena gajda
14. Z wojny
15. Ballada o Wandzie